# Dietmar Koszewski
Dietmar Koszewski, född den 26 juli 1967 i Berlin, är en tysk före detta friidrottare som tävlade i häcklöpning.
Koszewskis främsta merit är att han blev bronsmedaljör vid EM 1990 i Split på 110 meter häck. Han vann guld vid Sommaruniversiaden 1993. Samma år var han i final vid VM i Stuttgart där han slutade på sjunde plats. Dessutom var han i semifinal vid Olympiska sommarspelen 1992.

## Personliga rekord
- 110 meter häck - 13,48 från 1993